# Šónan Bellmare
Šónan Bellmare (japonsky 湘南ベルマーレ) je japonský fotbalový klub z města Hiracuka v prefektuře Kanagawa hrající v J1 League. Klub byl založen v roce 1968 pod názvem Towa Real Estate SC. Svá domácí utkání hraje na Shonan BMW Stadium Hiratsuka.

## Úspěchy
- J.League Cup: 2018
- Císařský pohár: 1977, 1979, 1994

## Významní hráči
- Nobujuki Kodžima
- Jošihiro Nacuka
- Akira Narahaši
- Hidetoši Nakata
- Wagner Lopes
- Terujuki Moniwa
- Tošihide Saitó
- Wataru Endó
- Keisuke Cuboi
- Betinho
- Ever Palacios
- Hernán Gaviria
- Hamilton Ricard
- Daniel Sanabria
- Dragan Mrđa